# 杭州JW万豪酒店
杭州JW万豪酒店是位于杭州拱墅区湖墅南路28号的高端奢华五星级酒店，2010年12月29日开业。

## 简介
这是浙江首家JW万豪酒店，以及大中华区的第6家。由浙江南方勘查院规划设计，拥有307间奢华客房，包括13间套房，如副总统套房和总统套房。最高楼层26层，最大房间面积189平米。
配有4间餐厅、24小时健身中心、游泳池、涡流池，以及1695平米的会议区。
北侧的杭州JW万豪酒店与南侧的杭州武林万怡酒店相互贯通，处于双子楼中，两家皆由杭州武林置业有限公司投资建设。